# Поклек-при-Подсреді
Поклек-при-Подсреді (словен. Poklek pri Podsredi) — поселення в общині Козє, Савинський регіон, Словенія. Висота над рівнем моря: 339,5 м. 